# Rasmus Schüller
Rasmus Schüller (Espoo, 18 juni 1991) is een profvoetballer uit Finland die doorgaans als middenvelder speelt. Hij verruilde Minnesota United in januari 2020 voor HJK Helsinki. Schüller debuteerde in 2013 in het Fins voetbalelftal.

## Carrière
Schüller debuteerde in 2008 in het betaald voetbal in het shirt van FC Honka. Coach Mika Lehkosuo liet hem dat seizoen zijn eerste wedstrijden in de Veikkausliiga spelen. In de jaren die volgden kwam hij meer en meer aan spelen toe. Schüller verruilde Honka in februari 2012 voor HJK Helsinki, de kampioen van Finland in het voorgaande seizoen. Hier groeide hij onder coach Antti Muurinen uit tot basisspeler. Schüller werd in zijn eerste jaar bij HJK voor het eerst in zijn carrière landskampioen. Zijn teamgenoten en hij prolongeerden die titel in zowel 2013 als 2014.

## Interlandcarrière
Schüller debuteerde op 23 januari 2013 onder bondscoach Mixu Paatelainen in de nationale ploeg van Finland. Die dag speelde hij in een oefeninterland in en tegen Thailand (3–1 overwinning) in Chiang Mai. Ook doelman Jesse Joronen maakte in die wedstrijd zijn debuut voor de nationale ploeg van Finland. Schüller maakte vanaf die dag regelmatig deel uit van de Finse nationale ploeg. Dit bleef hij ook doen onder Paatelainens opvolgers Hans Backe en Markku Kanerva. Hij speelde in de kwalificatie voor het WK 2014, het EK 2016 en het WK 2018. Schüller behoorde in 2019 tot de Finse selectie die zich plaatste voor het EK 2020, het eerste eindtoernooi waarvoor Finland zich ooit plaatste.
| Interlands van Rasmus Schüller voor Finland | Interlands van Rasmus Schüller voor Finland | Interlands van Rasmus Schüller voor Finland | Interlands van Rasmus Schüller voor Finland | Interlands van Rasmus Schüller voor Finland | Interlands van Rasmus Schüller voor Finland |
| №                                           | Datum                                       | Wedstrijd                                   | Uitslag                                     | Competitie                                  | Goals                                       |
| Als speler van HJK Helsinki                 | Als speler van HJK Helsinki                 | Als speler van HJK Helsinki                 | Als speler van HJK Helsinki                 | Als speler van HJK Helsinki                 | Als speler van HJK Helsinki                 |
| ------------------------------------------- | ------------------------------------------- | ------------------------------------------- | ------------------------------------------- | ------------------------------------------- | ------------------------------------------- |
| 1                                           | 23 januari 2013                             | Thailand – Finland                          | 1 – 3                                       | Vriendschappelijk                           | 0                                           |
| 2                                           | 26 januari 2013                             | Finland – Zweden                            | 0 – 3                                       | Vriendschappelijk                           | 0                                           |
| 3                                           | 26 maart 2013                               | Luxemburg – Finland                         | 0 – 3                                       | Vriendschappelijk                           | 0                                           |
| 4                                           | 14 augustus 2013                            | Finland – Slovenië                          | 2 – 0                                       | Vriendschappelijk                           | 0                                           |
| 5                                           | 6 september 2013                            | Finland – Spanje                            | 0 – 2                                       | WK-kwalificatie                             | 0                                           |
| 6                                           | 10 september 2013                           | Georgië – Finland                           | 0 – 1                                       | WK-kwalificatie                             | 0                                           |
| 7                                           | 16 november 2013                            | Wales – Finland                             | 1 – 1                                       | Vriendschappelijk                           | 0                                           |
| 8                                           | 24 januari 2014                             | Oman – Finland                              | 0 – 0                                       | Vriendschappelijk                           | 0                                           |
| 9                                           | 21 mei 2014                                 | Finland – Tsjechië                          | 2 – 2                                       | Vriendschappelijk                           | 0                                           |
| 10                                          | 19 januari 2015                             | Zweden – Finland                            | 0 – 1                                       | Vriendschappelijk                           | 0                                           |
| 11                                          | 22 januari 2015                             | Jemen – Finland                             | 0 – 0                                       | Vriendschappelijk                           | 0                                           |

## Erelijst
| Competitie             | Aantal       | Jaren            |              |              |
| HJK Helsinki           | HJK Helsinki | HJK Helsinki     | HJK Helsinki | HJK Helsinki |
| ---------------------- | ------------ | ---------------- | ------------ | ------------ |
| Kampioen Veikkausliiga | 3x           | 2012, 2013, 2014 |              |              |
| BK Häcken              |              |                  |              |              |
| Beker van Zweden       | 1x           | 2015/16          |              |              |